# Alliopsis fruticosa
Alliopsis fruticosa är en tvåvingeart som beskrevs av Fan 1983. Alliopsis fruticosa ingår i släktet Alliopsis och familjen blomsterflugor. Inga underarter finns listade i Catalogue of Life.